# Psylliodes littoralis
Psylliodes littoralis es una especie de insecto coleóptero de la familia Chrysomelidae.
Fue descrita científicamente en 1997 por Biondi.